# Иоане, Риеко
Риеко Эдвард Иоане (род. 18 марта 1997 года) — новозеландский регбист, игрок клуба Блюз, выступающего в Супер Регби и сборной Новой Зеландии. Бронзовый призер Кубка мира 2019.

## Карьера
В юношеском возрасте Иоане привлекался к играм сборной Новой Зеландии по регби-7 на этапах Мировой серии в 2014 и 2015 годах.
Иоане стал привлекаться к играм во внутреннем чемпионате Новой Зеландии за клуб Окленд в возрасте 17 лет, быстро пробившись в стартовый состав команды, а в следующем году дебютировал и в Супер Регби за Блюз.
Летом 2016 года принял участие в олимпийском турнире по регби-7 в составе новозеландцев.
Дебютировал за All Blacks в ноябре 2016 года в игре с Италией, став самым молодым дебютантом сборной Новой Зеландии в XXI веке и восьмым в истории. В том же матче занес свою первую попытку за сборную.
Иоане начал сезон 2017 Супер Регби с хет-трика в матче с Мельбурн Ребелс. Летом сыграл за Блюз в матче с Британскими и Ирландскими львами, который закончился победой новозеландцев 22-16, а Иоане открыл счет в матче. В той же серии провел еще два матча уже за All Blacks, в одном из которых отметился двумя попытками.
Осенью 2017-го в 5 матчах Регби Чемпионшипа занес 5 попыток, две из которых в стартовом матче с Австралией, который закончился победой All Blacks 54-34.
Яркая игра Иоане в сезоне заставила World Rugby номинировать его на звание Игрок года.
В 2018 году Иоане отметился 10-ю попытками за Блюз, и, как и год ранее, 5-ю попытками за All Blacks в Регби Чемпионшип. За эти достижения он вновь был номинирован за звание лучшего игрока года, проиграв в голосовании Джонатану Секстону.
На Кубке мира 2019 принял участие в трех матчах, отметившись одной попыткой в игре против Канады.